# Rudy Vallée
Rudy Vallee , właśc. Hubert Prior Vallée (ur. 28 lipca 1901 w Island Pond, zm. 3 lipca 1986 w North Hollywood) – amerykański aktor i piosenkarz.

## Filmografia
seriale
- 1947: Kraft Television Theatre
- 1955: Star Tonight
- 1966: Batman jako lord Phogg
- 1975: Ellery Queen jako Alvin Winer

film
- 1930: Campus Sweethearts
- 1935: Słodka muzyka jako Skip Houston
- 1941: Too Many Blondes jako Dick Kerrigan
- 1942: Opowieść o Palm Beach jako John D. Hackensacker III
- 1945: Man Alive jako Gordon Tolliver
- 1950: The Admiral Was a Lady jako Peter Pedigrew, król szafy grającej
- 1976: Won Ton Ton – pies, który ocalił Hollywood jako Autograph hound

## Dyskografia
- 1938: Song Hits From The Boys From Syracuse
- 1939: Victor Herbert Melodies, Vol. 1
- 1939: Victor Herbert Melodies, Vol. 2
- 1954: Songs of a Vagabond Lover
- 1954: Drinking Songs
- 1956: The Kid From Maine
- 1962: The Young Rudy Vallee
- 1963: The Funny Side Of Rudy Vallee
- 1966: Hi Ho Everybody
- 1967: The Best Of Rudy Vallee
- 1970: The Greatest Vaudeo-Doe-R Of All Time
- 1973: The Fleischmann's Hour Presents Rudy Vallee
- 1974: An Evening With Rudy Vallee
- 1975: World War II U.S. Coast Guard Band
- 1977: On The Air
- 1981: Heigh-Ho Everybody, This Is Rudy Vallée

## Wyróżnienia
Posiada swoją gwiazdę na Hollywoodzkiej Alei Gwiazd.